# Euphrosine maculata
Euphrosine maculata är en ringmaskart som beskrevs av Horst 1903. Euphrosine maculata ingår i släktet Euphrosine och familjen Euphrosinidae. Inga underarter finns listade i Catalogue of Life.